# Heinrich Ludwig Willibald Barckhausen
Heinrich Ludwig Willibald Barckhausen (* 1742 in Niederbarkhausen in der Grafschaft Lippe; † 19. Juni 1813 in Hayn in der Grafschaft Stolberg-Stolberg) war ein preußischer Jurist und Stadtpräsident von Halle.

## Leben

### Familie
Heinrich Ludwig Willibald Barckhausen war der Sohn von Johann Willibald Barckhausen (1687–1770), Stadtrichter in Lemgo; er hatte noch mehrere Geschwister.
Seit Juni 1766 war er mit Friederike (1739–1767), der Tochter Amtmanns Carl von Sobbe, verheiratet.

### Werdegang
Heinrich Ludwig Willibald Barckhausen besuchte seit 1756 das Gymnasium (siehe Engelbert-Kaempfer-Gymnasium) in Lemgo und immatrikulierte sich im April 1761 für ein Studium der Rechtswissenschaften an der Universität Helmstedt, bevor er an die Universität Halle wechselte und dort 1764 mit seiner Dissertation Dissertatio Ivridica De Indole Bonae Fidei In Praescriptionibvs bei Ernst Christian Westphal zum Dr. jur. promovierte.
Er wurde 1765 Auditeur im Infanterie-Regiment von Petersdorff (siehe Eggert Christian von Petersdorff).
Im Januar 1770 wurde er zum Kriegs- und Domänenrat sowie zum Steuerrat in der neu errichteten Kammerdeputation in Hohenstein ernannt.
Er kam im Februar 1782 zur Kriegs- und Domänenkammer Magdeburg. Seit März 1786 war er, als Nachfolger des verstorbenen Seth Hermann Calvisius (1719–1786), Kriegs- und Domänenrat bei der Deputation in Halle, dortiger Stadtpräsident und Steuerrat für die Städte Glaucha, Neumarkt und Wettin im Saalkreis.
Im Februar 1787 wurde er zum Geheimen Kriegsrat ernannt.
An der Universität Halle wurde er als Rector perpetuus (ewiger Rektor) geführt.
Aufgrund seines schlechten Gesundheitszustandes wurde er am 13. Mai 1798 auf eigenen Wunsch mit 400 Talern pensioniert, sein Amtsnachfolger wurde der Steuerrat Christian Friedrich Christoph Steltzer (1738–1822). Nach seiner Pensionierung zog er sich als Privatier nach Ellrich zurück.

### Schriftstellerisches Wirken
In den 1770er Jahren wurde Heinrich Ludwig Willibald Barckhausen auch schriftstellerisch tätig und veröffentlichte 1773 die Abhandlung Briefe über die Policey des Kornhandels, 1788 Statistische und politische Bemerkungen bey Gelegenheit einer Reise durch die vereinigten Niederlande. Dazu veröffentlichte er Aufsätze im Mindenschen Intelligenzblatt und im Teutschen Museum, Zeitschrift für Literatur, Kunst und öffentliches Leben. 1798 und 1799 veröffentlichte er zwei Abhandlungen im Journal für Fabrik, Manufaktur, Handlung, Kunst und Mode.
Er übersetzte 1777 aus dem Französischen die Schrift Des Abts Galiani Dialogen über die Regierungskunst vornehmlich in Rücksicht.
1805 gab er eine Schrift mit den Bemerkungen seines Bruders über die Todesstrafe heraus.

## Mitgliedschaften
Heinrich Ludwig Willibald Barckhausen war Mitglied der Akademie nützlicher Wissenschaften zu Erfurt.

## Schriften (Auswahl)
- Dissertatio Ivridica De Indole Bonae Fidei In Praescriptionibvs. Halle, 1764 (Digitalisat).
- Briefe über die Policey des Kornhandels. Lemgo, 1773 (Digitalisat).
- Ferdinando Galiani; Heinrich Ludwig Willibald Barckhausen: Des Abts Galiani Dialogen über die Regierungskunst vornehmlich in Rücksicht. Lemgo, 1777 (Digitalisat).
- Statistische und politische Bemerkungen bey Gelegenheit einer Reise durch die vereinigten Niederlande. Leipzig, 1788 (Digitalisat).
- Viktor Barckhausen; Heinrich Ludwig Willibald Barckhausen (Hrsg.): Bemerkungen über die Todesstrafen: und über einige damit verwandte Materien. Halle und Leipzig, 1805 (Digitalisat).